# Вишевицька сільська територіальна громада
Вишевицька сільська територіальна громада — територіальна громада в Україні, в Житомирському районі Житомирської області. Адміністративний центр — село Вишевичі.

## Загальна інформація
Площа громади — 111,92 км², населення — 2887 мешканців (2018).

## Населені пункти
До складу громади входять 7 сіл: Веприн, Вирва, Вишевичі, Ірша, Макалевичі, Межирічка, Садки.

## Історія
Утворена 7 серпня 2015 року шляхом об'єднання Вепринської, Вишевицької, Іршанської та Межиріцької сільських рад Радомишльського району.
Відповідно до розпорядження Кабінету Міністрів України № 711-р від 12 червня 2020 року «Про визначення адміністративних центрів та затвердження територій територіальних громад Житомирської області», до складу громади включено територію Макалевицької сільської ради Радомишльського району.
Відповідно до постанови Верховної Ради України від 17 червня 2020 року «Про утворення та ліквідацію районів», громада увійшла до новоствореного Житомирського району.